# RBI TV
RBI TV (sigla para Rede Brasileira de Informação) é uma rede de televisão brasileira locatória sediada em São Paulo, capital do estado homônimo, a programação é focada em produções e conteúdos independentes, com ênfase em informações e prestação de serviços. Pertence ao Grupo Mix de Comunicação, que também controla o canal CBI. Foi lançada em 2002 em Brasília, inicialmente 
retransmitindo a CBI de São Paulo  e relançada no dia 3 de novembro de 2014, após o fim das transmissões da extinta Mix TV (pertencente ao mesmo grupo) em sinal aberto.

## História

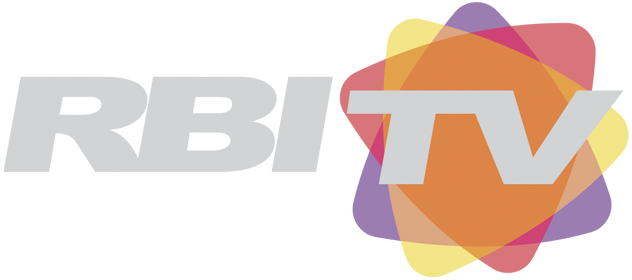
Antigo logotipo da emissora, utilizado de 2014 até 2021.

### 2005: Retransmissão da Mix TV
Em janeiro de 2005 a emissora passou a transmitir o canal musical Mix TV e dois meses depois, a CBI deu lugar ao canal de varejo Mix TV, que anos mais tarde mudaria de nome para Mega TV, evitando uma confusão com o canal 14 UHF, que exibia conteúdo musical. Nesse momento, a RBI teve a sua primeira extinção gradual, até ser extinta em 2010, quando o nome entrou em desuso.

### 2014: Relançamento
No dia 3 de novembro de 2014, a RBI foi relançada, substituindo o sinal aberto da Mix TV, que passou a ficar disponível apenas na TV por assinatura devido aos altos custos que o Grupo Mix teve com o canal e o retorno não esperado. A Mix TV, por sua vez, entrou no lugar do seu canal-irmão, o SuperMix, que foi descontinuado. Apesar disso, até o dia 31 de dezembro, a RBI ainda exibia programas da Mix TV.

### 2015-2021
No início de 2015, por volta das 12h30, a emissora deixou de exibir a programação da Mix TV e passou a exibir produção própria, sem aviso prévio, sendo baseada em um telejornal intitulado News: Informação e Notícia, seguida do programa Opinião Livre da TV UNIP, ocupando o antigo espaço do canal musical até ás 17h, enquanto que o restante do horário era tomado por telecultos da Igreja Plenitude, gerados da emissora que leva o nome da organização religiosa.
Durante o mês de maio, a RBI lança novos programas como Edição Saúde e Espaço Mix, sendo esse último focado na cidade de São Paulo. A emissora também passa a arrendar meia hora de sua programação diária para a Igreja Pleno em Cristo.[carece de fontes?] Com a alteração, a programação da Mega TV passa a ser exibida das 15h30 às 16h30.
A partir do dia 10 de junho, o canal, que até então veiculava as vinhetas de classificação da Mix TV, passou a exibir vinhetas próprias, passando assim por uma alteração para não confundir os telespectadores.[carece de fontes?] No dia 27 de novembro de 2015, a RBI lança seu sinal digital na capital paulista através do canal 08 VHF (14.1 virtual). Já no dia 10 de dezembro, lança seu sinal digital na cidade do Rio de Janeiro, através do canal 10 VHF (16.1 virtual).
No dia 1 de janeiro de 2016, a RBI deixa de retransmitir a Mega TV, TV UNIP e produções independentes, passando a destinar toda sua programação para a Igreja Plenitude, mantendo apenas o News como único programa próprio da emissora, que antes tinha 30 minutos, passando a ter 1 hora e 20 minutos, e exibido das 5h00 às 6h20. A partir do dia 1 de março, o canal deixaria de transmitir a Igreja Plenitude na grade, mas a parceria encerra antecipadamente no dia 28 de fevereiro, quando passou a retransmitir a Igreja Mundial. O canal também volta a exibir videoclipes, e as programações da Mega TV e da TV UNIP na grade. A parceria dura pouco, e a partir do dia 13 de março, a RBI volta a retransmitir a TV Plenitude.
No dia 16 de fevereiro de 2018, por falta de pagamento, a presidência do Grupo Mix de Comunicação decidiu romper a parceria com a Igreja Plenitude, e à meia-noite do dia 17, a retransmissão da TV Plenitude pela RBI é cortada. Após isso, o canal passou a exibir vinhetas de identificação e videoclipes que eram veiculados pela antiga Mix TV. No entanto, a Plenitude voltou a ocupar a grade da emissora no dia 2 de abril, no período das oito ao meio-dia. Mas a Faixa de Clipes, o News, Opinião Livre, Top Game e os cultos da Igreja Pleno em Cristo continuam no canal. No dia 17 de junho de 2018, volta a retransmitir a Rede Mundial após dois anos do fim da parceria e no mesmo dia eles decidem não transmitir a Rede Mundial que só passou no horário de manhã.
Em 7 de julho de 2018, a RBI TV transmite programação da Rede Mundial por 20 horas, sendo que outras três são destinadas aos programa caça-níquel e uma ao jornalístico News, com notícias narradas. No final de setembro de 2018, novamente deixa de transmitir a programação da Rede Mundial e volta a exibir programação própria e independente, além de videoclipes.
Em maio de 2019, a RBI lança o novo programa "Nós e Você", além de um novo website, resgatando o antigo domínio rbi.com.br, que estava desativado desde então. Com isso, a emissora passa a investir em um novo modelo de programação, baseado em faixas musicais, o jornalístico Notícias em Foco, além de programas dos canais irmãos, como as televendas da Mega TV, o Opinião Livre da TV UNIP e o Duas na Tri da Rádio Trianon e também com programas terceirizados e o programa Top Game da G2P. 

### 2022-presente
Em 12 de agosto de 2022, a Empresa Brasil de Comunicação (EBC) anunciou que a RBI se tornou a mais nova afiliada da TV Brasil. Isso ocorreu porque o canal já estava transmitindo o programa Repórter Brasil. Apesar da afiliação, a emissora ainda aluga horários.